# 井津哲彦
井津 哲彦（いづ てつひこ、1937年（昭和12年）2月11日 - ）は、日本の政治家。元高知県安芸市長。

## 経歴
高知県安芸郡北川村出身。1959年（昭和34年）中央大学文学部卒業。
1960年（昭和35年）安芸市役所に入り、1985年（昭和60年）総務部福利厚生課長などを経て、高知県文化環境部参事、県国際交流協会常務理事を歴任。1997年（平成9年）安芸市長に当選した。